# 二氢月桂烯醇
二氢月桂烯醇（英語：dihydromyrcenol），又称二氢香叶烯醇，化学名2,6-二甲基-7-辛烯-2-醇，是一种有机化合物，化学式C10H20O，可见于牡荆、牡荆、芒果树等物种。为无色稍粘稠液体，具强烈白柠檬及柑桔类花香及甜味。容易发生聚合，保存时常加入阻聚剂使之稳定，可用于调配日化香精和花香型香精，不可食用，在香精中用量可达20%左右。除了香精，它也可作为化工原料，如与含氢硅氧烷进行加成，可以得到二氢月桂烯醇型硅烷偶联剂，在复合材料、织物处理、脱模剂和金属润滑剂方面有重要运用。
传统工业生产方法常从松节油中提取的α-蒎烯和β-蒎烯经过加氢、裂解得到二氢月桂烯、二氢月桂烯通过直接或间接水合反应得到。工业上多采用的是间接水合法。将二氢月桂烯与甲酸或乙酸在硫酸等催化剂作用下发生酯化反应，随后再经皂化反应得到。直接水合法是二氢月桂烯在酸作用下发生质子化形成碳正离子中间体，然后与水加成得到，但碳正离子中间体会存在分子内关环或重排产生副产物。虽然间接水合法流程复杂，存在设备腐蚀，但直接水合法效率低。